# Магштадт
Магштадт (нем. Magstadt) — община в Германии, в земле Баден-Вюртемберг. 
Подчиняется административному округу Штутгарт. Входит в состав района Бёблинген.  Население составляет 8793 человека (на 31 декабря 2010 года). Занимает площадь 19,13 км².